# مكملات الألياف
مكملات الألياف (بالإنجليزية: Fibre supplements)‏ هي شكل من أشكال مجموعة فرعية من الألياف الغذائية الوظيفية، وتم تعريفها من قِبل معهد الطب (IOM). ووفقاً لمعهد الطب الألياف الوظيفية تتكون من كربوهيدرات معزولة وغير القابلة للهضم ولها تأثيرات فسيولوجية مُفيدة لجسم الإنسان.
مكملات الألياف مُتوفرة على نطاق واسع، ويمكن العثور عليها على شكل مساحيق وأقراص وكبسولات. استهلاك مكملات الألياف قد تكون ل: تحسين المدخول الغذائي، وخفض نسبة الكولسترول في الدم، وتخفيف أعراض القولون العصبي، والحد من مخاطر الإصابة بسرطان القولون، وزيادة الشعور بالشبع.